# Zaïnsk
Zaïnsk (en russe : Заинск ; en tatar : Зәй, Zäy) est une ville de la république du Tatarstan, en Russie, et le centre administratif du raïon Zaïnski. Sa population s'élevait 39 739 habitants en 2021.

## Géographie
Zaïnsk est arrosée par la rivière Stepnoï Zaï et s'étend sur les rives du réservoir de Zaïnsk. Elle est située à 40 km au sud-est de Nijnekamsk, à 56 km au sud-ouest de Naberejnye Tchelny, à 192 km au sud-est de Kazan et à 908 km à l'est de Moscou.

## Histoire
Zaïnsk fut d'abord une forteresse, fondée en 1652-1656. Elle reçut le statut de commune urbaine en 1962 et fut réunie à la commune urbaine de Novy Zaï (Новый Зай) en 1978 pour former la ville de Zaïnsk. La construction d'une importante centrale thermique dans les années 1970 est à l'origine du développement de Zaïnsk.

## Population
Recensements (*) ou estimations de la population
| 1959* | 1970* | 1979*  | 1989*  | 2002*  | 2006   |
| ----- | ----- | ------ | ------ | ------ | ------ |
| 8 816 | 5 084 | 30 251 | 36 621 | 41 088 | 41 933 |

| 2010*  | 2013   | 2014   | 2015   | 2016   | 2017   |
| ------ | ------ | ------ | ------ | ------ | ------ |
| m41803 | 41 303 | 41 242 | 41 046 | 40 878 | 40 635 |